# Clusio (ciudad etrusca)

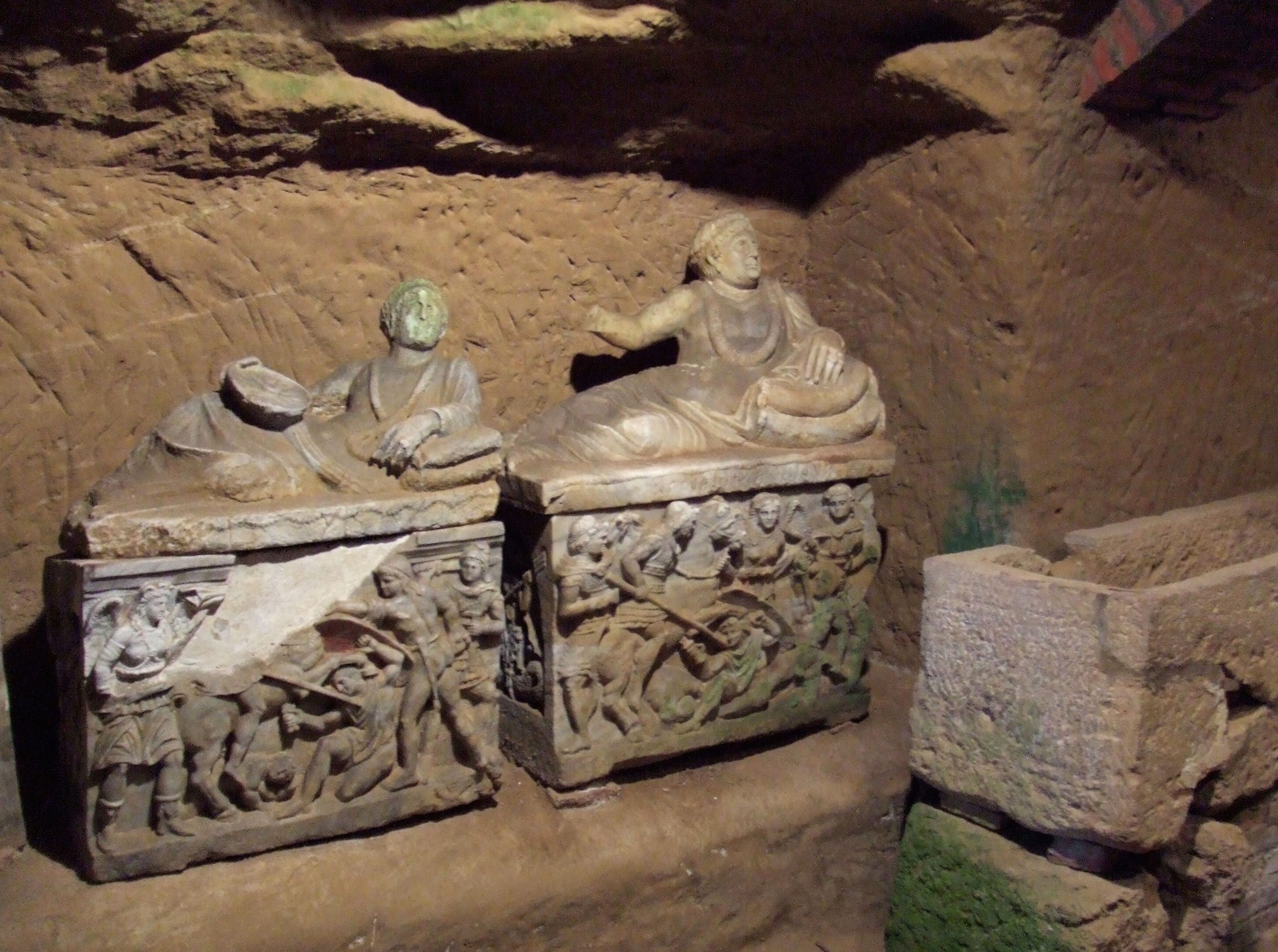
Sarcófagos de la Tumba de la peregrina.

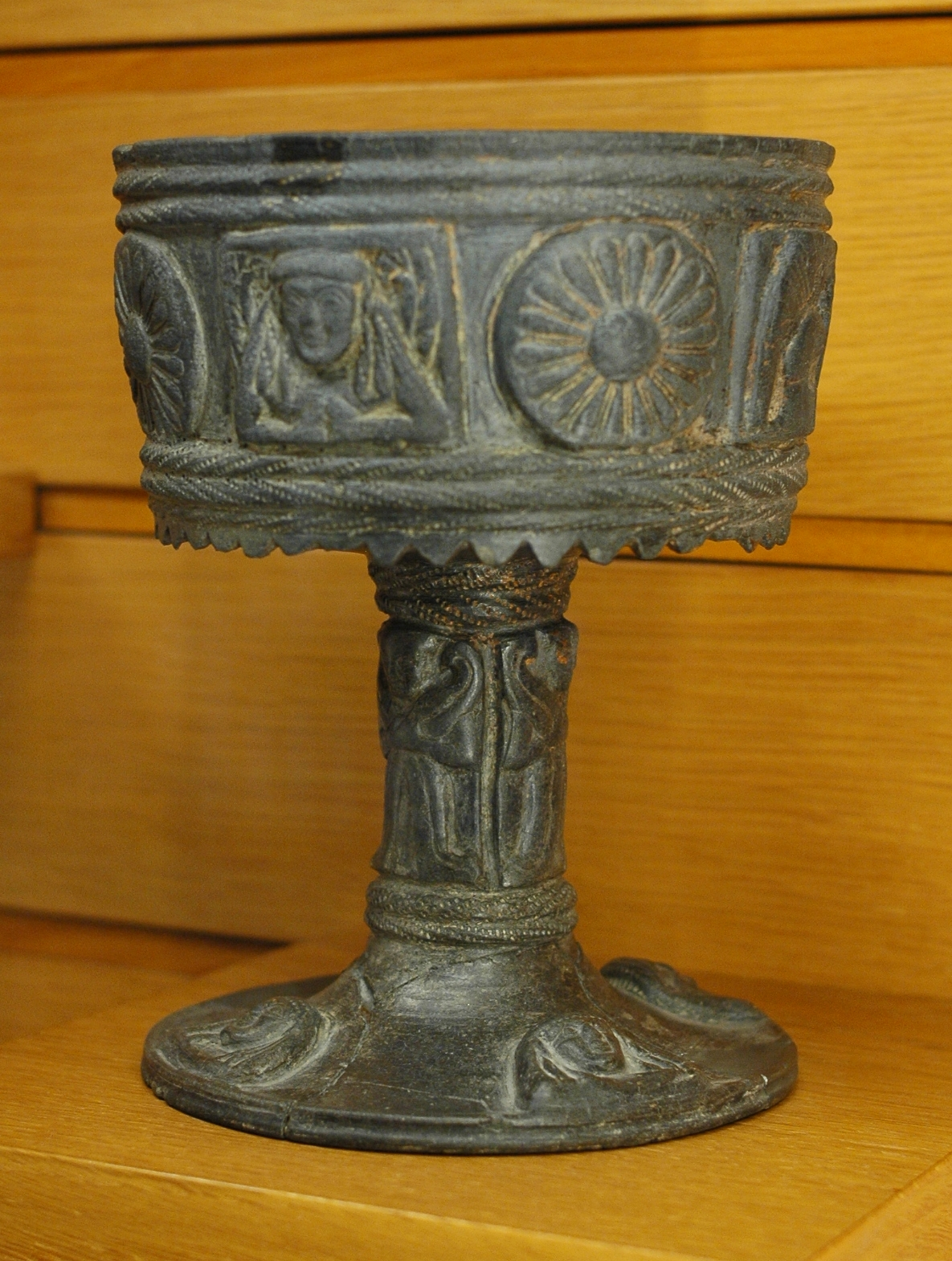
Cáliz alto en cerámica de bucchero etrusca con decoración en relieve de principios del siglo VI a. C.

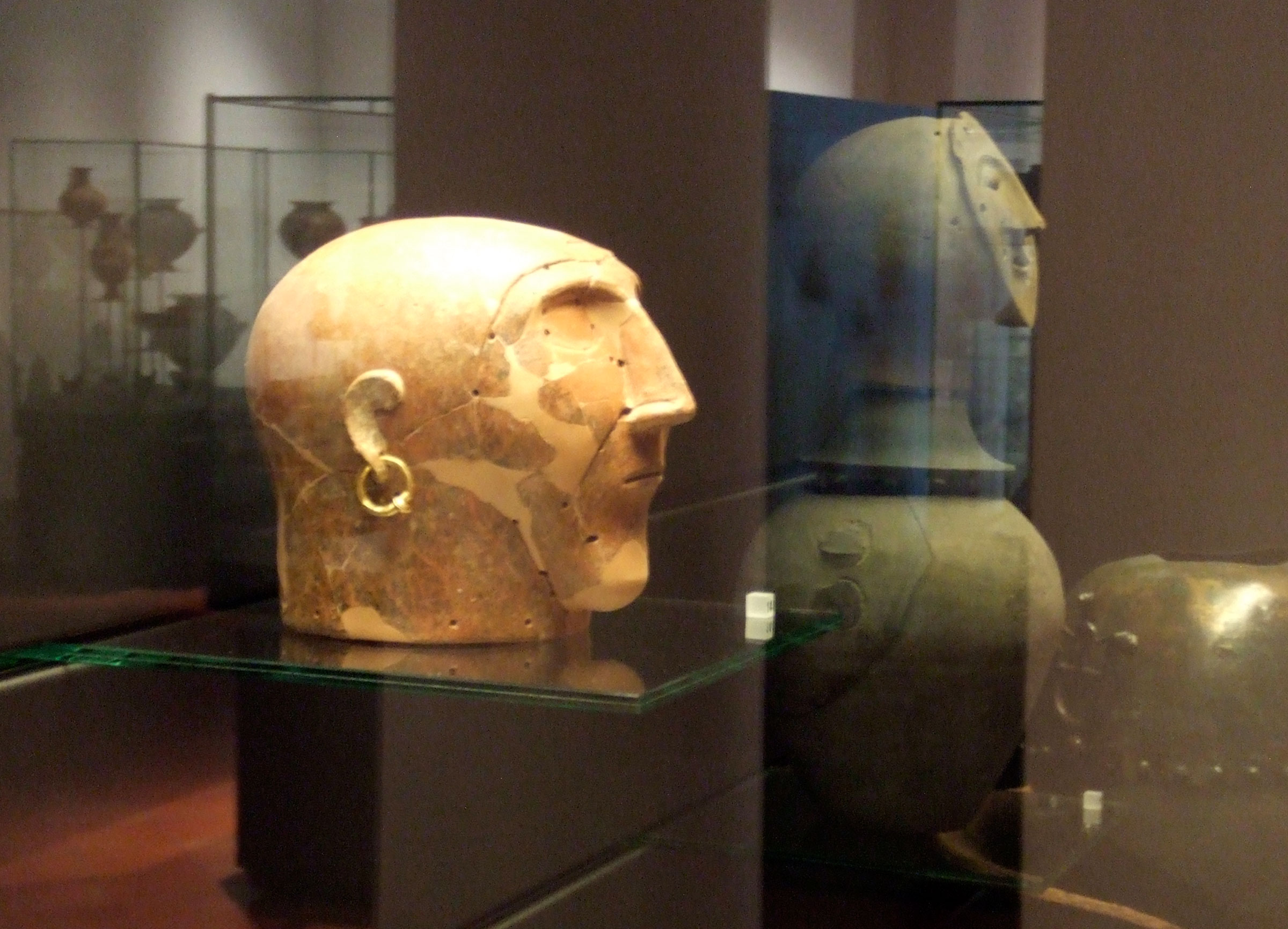
Cabezas canopas antropomorfas.

Clusio (en griego: Κλύσιον, Klýsion, o Κλούσιον, Kloúsion; en umbro: Camars; en  latín, Clusium y en etrusco, Clevsin, fue una antigua ciudad de Italia que pasó por diferentes asentamientos, y hoy día, la actual ciudad de Chiusi (Toscana) se superpone a las ciudades históricas.
La ciudad amurallada romana de Clusio remodeló una ciudad etrusca anterior, Clevsin, que se encontraba en el territorio de una cultura prehistórica, posiblemente también etrusca o protoetrusca.

## Ubicación
Clusio estaba situada en una colina, en la vertiente occidental de los Apeninos, sobre el valle del río Clanis, cerca del lago Clusium, con los mismos nombres en la antigüedad. El Clanis es parte del sistema de drenaje del Tíber y era navegable desde allí. También se accedía a Roma por la vía Cassia, que se construyó sobre una vía etrusca anterior.

## Historia
Cuando aparece en la Historia de Tito Livio, ya es una ciudad etrusca importante a la que se solicita ayuda contra los partidarios republicanos de la Antigua Roma. Sobre su historia antes de esa época, Livio solo hace una breve aclaración de que antiguamente se llamaba Camars.
Existen diferentes teorías sobre el origen de la ciudad. Se ha encontrado cerámica de Villanova en Chiusi. Un tipo común es una urna cineraria que data del siglo VIII a. C. Estas urnas tienen la forma de chozas de adobe y barro con techo de paja, presumiblemente a imitación de las casas de los fallecidos. Este estilo de arquitectura es tan diferente del etrusco clásico que muchos etruscólogos han negado la continuidad. Por otro lado, está claro que la población de la región recibió un fuerte estímulo de las colonias griegas del sur, como en el caso de Cumas y por la inmigración griega.
La teoría minoritaria es actualmente la proto-itálica. En esta teoría, los etruscos de la costa o del mar Egeo se reubicaron y cambiaron el nombre de una ciudad de Umbría llamada Camars, que se cree significa 'marisma'. Al cerrar la ciudad con una muralla cambiaron el nombre a 'recinto', utilizando una forma etruscanizada, Clevsin, del participio pasivo perfecto clusus, del latín cludere, 'cerrar'.
Clevsin y Camars suenan mejor, en su medio etrusco, utilizando palabras etruscas. El limitado vocabulario etrusco conocido incluye camthi, el nombre de una magistratura, que podría estar segmentado como cam-thi, donde –thi es una terminación locativa conocida. Ar, -arasi, -aras son terminaciones plurales de diferentes casos. Una cleva es una ofrenda. S e -isi son terminaciones genitivas y dativas. Un lugar de magistraturas u ofrendas está completamente en armonía con la cultura etrusca y los usos de una ciudad, capital regional.
Se cree que Clusio se unió a la Liga Etrusca de doce ciudades (dodecápolis etrusca) en el año 600 a. C. El sitio de la antigua Clusio fue ocupado nuevamente en tiempos romanos y posteriores, oscureciendo y borrando gran parte de las capas etruscas. Por ejemplo, las fuentes antiguas describen la tumba de Lars Porsena en Clusio, así como el saqueo y la demolición de la ciudad por Sula. Gran parte de lo que queda son sus tumbas y sus pasadizos subterráneos, algunos de los cuales podrían haber estado asociados con el monumento a Porsena.
Lars Porsena fue rey de Clusio en el 508 a. C. Lucio Tarquinio Superbo, antiguo rey de Roma, había sido expulsado, junto con su familia, de Roma en el 509 a. C. Había tratado de recuperar el trono, primero por la conspiración tarquiniana y luego por la fuerza de las armas. Ambos intentos fracasaron porque se había descubierto la conspiración y el ejército de Tarquinio había sido derrotado en la batalla de la selva Arsia.
Tarquinio convenció a Lars Porsena para que dirigiera su ejército contra Roma. En el desarrollo de la guerra entre Clusio y Roma, Porsena llegó a sitiar Roma. Sin embargo, el asedio y la guerra terminaron con un tratado de paz, por el cual, Porsena recibió rehenes de Roma y consiguió las tierras de Veyes que anteriormente habían sido ocupadas por Roma. En el 507 a. C. se devolvieron los rehenes y las tierras a Roma, consolidándose la paz entre Roma y Porsena, pero Tarquinio no consiguió ser restaurado en el trono romano y la República romana siguió su camino.
En el 508 a. C., tras el asedio de Roma, Porsena dividió sus fuerzas y envió parte de su ejército, al mando de su hijo Arrunte a sitiar la ciudad latina de Aricia. Aunque sitiada, Aricia resistió y pidió ayuda de la Liga Latina y de Cumas. Con estas fuerzas, el ejército de Arrunte fue derrotado en batalla.
Plinio el Viejo escribió que se construyó una magnífica tumba para Porsena, un gran mausoleo rodeado por cascadas de pirámides sobre un laberinto de cámaras subterráneas donde un intruso podía perderse. Plinio nunca vio esta tumba, por lo que su descripción se basó en un informe de Varrón y quizás una combinación comparativa con los laberintos minoicos que describió antes de esta tumba. En Chiusi se construyeron túmulos de gran tamaño del período arcaico tardío, y modernos académicos han tratado de asociarlos (especialmente el túmulo de Poggio Gaiella) con la legendaria tumba de Porsena.
En 2004, el profesor de Restauración Urbana, Giuseppe Centauro sugirió que la ubicación tradicional de Clusio en Chiusi es incorrecta y que debía estar cerca de Florencia. En 2008, estaba tratando de recaudar dinero y obtener permiso para poder excavar.
A principios del siglo IV a. C. (391 a. C. según la cronología varroniana) fue sitiada por los galos, y los habitantes de Clusio pidieron que Roma intermediase. Sin embargo, en las siguientes negociaciones, uno de los delegados romanos, de la gens Fabia, mató a un líder galo. Cuando los romanos se negaron a entregar a los Fabii y, además, designaron a dos miembros de esta familia como cónsules para el año siguiente, los enfurecidos galos rompieron el cerco y, bajo el liderazgo de Breno, atacaron Roma, logrando tomar y saquear toda la ciudad, excepto la colina Capitolina.

## Personalidades relacionadas con la historia de Clusio
- Lars Porsena, rey de Clusio, soporte de los Tarquinios.
- Arrunte, hijo del anterior, muerto en 506 a. C. durante el asedio de Aricia en una batalla contra Aristodemo de Cumas.
- Arrunte de Clusio (c. 390 a. C.), habitante de Clusio, que según algunos relatos, ayudó a la entrada de los galos en Italia y el ataque a Clusio.

## Vestigios
La necrópolis del lago de Chiusi contiene tumbas algunas de ellas, accesibles, como la Tumba de la Peregrina, la Tumba del León o la Tumba del Mono (Tumba della Scimmia), decoradas con frescos.

## Cultura
El importante museo etrusco (Museo archeologico nazionale di Chiusi) en la ciudad exhibe sus colecciones de sarcófagos en piedra fétida (pietra fetida), urnas cinerarias, buccheri, cipos funerarios, los llamados canopes de “Chiusi”, máscaras, jarrones de cerámica ática de figuras negras y varios objetos de necrópolis de la zona.